# تپه غلام ۲
تپه غلام ۲ مربوط به عصر مس و سنگ - عصر آهن است و در دهستان پشت دربند بخش مرکزی شهرستان کرمانشاه، ۸۰۰ متری شمال غرب روستای کالیان علیا واقع شده‌است. این اثر در تاریخ ۱۵ دی ۱۳۸۷ با شمارهٔ ثبت ۲۴۱۴۰ به‌عنوان یکی از آثار ملی ایران به ثبت رسیده است.